# Герб Колків

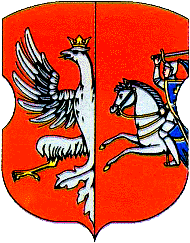
Герб, який використовувався у XVІ-XVIII ст.

Герб Колків — офіційний символ селища Колки, затверджений 10 вересня 1997 року сесією Колківської селищної ради.
Автор — Андрій Гречило.

## Історія
Містечко використовувало у XVІ-XVIII ст. герб із зображенням у розділеному щиті половини орла і половини литовської Погоні. Герб мав більше політичний характер, ніж місцевий, оскільки поєднував герби двох утворень, які формували Річ Посполиту: Польської корони та Великого князівства Литовського. Фактично, він засвідчував перехід Волині після Люблінської унії 1569 р. від Литви до Польщі або вказував на розташування містечка недалеко від нового польсько-литовського кордону. Такий же сюжет використовувався на печатках й іншими містами на пограниччі, зокрема Білостоком та Полоцьком.
Оскільки сюжет старого герба не був оригінальним (аналогічне зображення використовували й інші міста), а зі зміною адміністративних меж втратив свою актуальність і нічого не розповідав про самі Колки, тому 1997 року було вирішено розробити новий символ для селища.

## Опис герба
У срібному полі синє вістря, на якому золотий дзвін, обабіч дві сині квітки льону із золотими осердями. Щит обрамований декоративним картушем і увінчаний срібною міською короною з трьома мерлонми. 

## Зміст
Дзвін розповідає про давнє значення містечка як оборонного укріплення, пов'язує з давніми легендами. Квітки льону уособлюють місцеву флору.